# Francisco Valdés Díaz
Francisco Javier Ignacio Valdés Díaz (San Clemente, Chile; 13 de noviembre de 2001)es un futbolista chileno. Juega de centrocampista y su equipo actual es Provincial Curicó Unido de la Primera B de Chile.

## Trayectoria
Con paso en las inferiores de Colo-Colo y la Universidad Católica, Valdés se incorporó al equipo sub.20 de Cobresal en 2020 y fue promovido al primer equipo ese mismo año.

## Selección nacional
Disputó encuentros amistosos con la selección sub-20 de Chile.

## Estadísticas
| Club                     | Div.          | Temporada     | Liga  | Liga  | Copas nacionales | Copas nacionales | Torneos internacionales | Torneos internacionales | Total | Total |
| Club                     | Div.          | Temporada     | Part. | Goles | Part.            | Goles            | Part.                   | Goles                   | Part. | Goles |
| ------------------------ | ------------- | ------------- | ----- | ----- | ---------------- | ---------------- | ----------------------- | ----------------------- | ----- | ----- |
| Cobresal · Chile         | 1.ª           | 2020          | 8     | 0     | —                | —                | —                       | —                       | 8     | 0     |
| Cobresal · Chile         | 1.ª           | 2021          | 13    | 1     | 2                | 0                | 1                       | 0                       | 16    | 1     |
| Cobresal · Chile         | 1.ª           | 2022          | 11    | 0     | 1                | 0                | —                       | —                       | 12    | 0     |
| Cobresal · Chile         | 1.ª           | 2023          | —     | —     | 1                | 0                | —                       | —                       | 1     | 0     |
| Cobresal · Chile         | Total club    | Total club    | 32    | 1     | 4                | 0                | 1                       | 0                       | 37    | 1     |
| Unión San Felipe · Chile | 2.ª           | 2023          | 3     | 0     | —                | —                | —                       | —                       | 3     | 0     |
| Unión San Felipe · Chile | Total club    | Total club    | 3     | 0     | 0                | 0                | 0                       | 0                       | 3     | 0     |
| Santiago Morning · Chile | 2.ª           | 2024          | —     | —     | 1                | 0                | —                       | —                       | 1     | 0     |
| Santiago Morning · Chile | Total club    | Total club    | 0     | 0     | 1                | 0                | 0                       | 0                       | 1     | 0     |
| Fernández Vial · Chile   | 3.ª           | 2024          | 10    | 0     | —                | —                | —                       | —                       | 10    | 0     |
| Fernández Vial · Chile   | Total club    | Total club    | 10    | 0     | 0                | 0                | 0                       | 0                       | 10    | 0     |
| Curicó Unido · Chile     | 2.ª           | 2025          | —     | —     | 1                | 0                | —                       | —                       | 1     | 0     |
| Curicó Unido · Chile     | Total club    | Total club    | 0     | 0     | 1                | 0                | 0                       | 0                       | 1     | 0     |
| Total carrera            | Total carrera | Total carrera | 45    | 1     | 6                | 0                | 1                       | 0                       | 52    | 1     |
| 1. 2. 3.                 |               |               |       |       |                  |                  |                         |                         |       |       |